# Olivier Grouillard
Olivier Grouillard (* 2. September 1958 in Fenouillet) ist ein ehemaliger französischer Automobilrennfahrer. In den Jahren 1989 bis 1992 war er Formel-1-Fahrer, wobei er an 62 Grands Prix teilnahm, sich für 41 Rennen qualifizierte und einen WM-Punkt erreichte.

## Rennsportanfänge
1984 gewann Grouillard die Meisterschaft in der französischen Formel 3, worauf er ein Cockpit in der internationalen Formel 3000 erlangen konnte. Dort fuhr er von 1985 bis 1987 zunächst in nicht konkurrenzfähigen Fahrzeugen, bis er in der Saison 1988 in einem Lola-Rennwagen einige Rennen für sich entschied und Vizemeister wurde.

## Formel 1

### 1989: Ligier
1989 gab er mit immerhin 30 Jahren sein Formel-1-Debüt im Ligier und erlangte beim Großen Preis von Frankreich den sechsten Platz und somit einen WM-Zähler. Seine erste Formel-1-Saison war gleichzeitig seine erfolgreichste, denn in den folgenden Jahren gelang es ihm nicht mehr, in die Punkteränge zu fahren.

### 1990/1991: Osella und Fondmetal
Die Saison 1990 bestritt Grouillard für das Team Osella. Sein Auto, der Osella FA1M-E, war zwar schnell, aber nicht zuverlässig, sodass Grouillard in der gesamten Saison nur viermal die Zielflagge sah. Meisterschaftspunkte erreichte er nicht.
1991 wurde er für das Team Fondmetal verpflichtet, den Nachfolger der Osella Squadra Corse. Auch hier waren die Autos nicht konkurrenzfähig; Grouillard qualifizierte sich nur für vier Rennen. Das beste Ergebnis war der zehnte Startplatz beim Großen Preis von Mexiko, bei dem Grouillard eine Qualifikationszeit erreichte, die nur 1,8 Sekunden über der Pole-Zeit von Riccardo Patrese lag. Diese Positionierung war das beste Qualifikationsergebnis in der Geschichte des italienischen Teams. Fondmetal konnte das gute Resultat allerdings im Rennen nicht verwerten: Wegen eines mechanischen Defekts an seinem Auto musste Grouillard aus der Boxengasse starten und fuhr dem Feld hinterher. Nach 14 Runden stoppte ein erneuter Technikdefekt die Fahrt.
Grouillards letzter Einsatz für Fondmetal war der Große Preis von Portugal 1991. Wegen eines Getriebedefekts am Einsatzauto erhielt Grouillard die Anweisung, die Vorqualifikation mit dem Ersatzwagen zu bestreiten. Grouillard weigerte sich und fuhr stattdessen das reguläre Auto. Nachdem er infolge des Defekts die Vorqualifikation verpasst hatte, wurde er von Fondmetals Teamchef Gabriele Rumi entlassen.

### 1991: AGS
Zum großen Preis von Spanien, dem letzten Rennen der europäischen Saison, wechselte Grouillard ins französische Team Automobiles Gonfaronnaises Sportives (AGS). Hier ersetzte er Gabriele Tarquini, der Grouillards Platz bei Fondmetal einnahm. AGS stand zu dieser Zeit bereits kurz vor der Zahlungsunfähigkeit. Grouillard nahm an der Vorqualifikation teil, fuhr jedoch im neuen AGS JH27 die mit Abstand langsamste Zeit. Nach diesem Weltmeisterschaftslauf stellte AGS den Rennbetrieb ein. Grouillard fand für den Rest der Saison kein neues Cockpit.

### 1992: Tyrrell
Für seine letzte Saison 1992 verpflichtete ihn Tyrrell dank seines Sponsors Elf Aquitaine. Hier fuhr er neben Andrea de Cesaris, der, ähnlich wie Grouillard, den Ruf eines rücksichtslosen Fahrers hatte. Grouillard war der schwächere der beiden Tyrrell-Fahrer. Er qualifizierte sich zwar für jedes Rennen, hatte aber eine hohe Ausfallquote. In 16 Weltmeisterschaftsläufen kam er nur viermal ins Ziel. Seine beste Platzierung war der achte Platz in San Marino.
Nach seiner Zeit als Formel-1-Fahrer versuchte sich Grouillard ohne nennenswerte Erfolge in der amerikanischen Champ-Car-Serie.

### Zwischenfälle
Oft stand Grouillard wegen seines unfairen Fahrverhaltens in der Kritik, da er im Qualifying und im Rennen schnelleren Fahrzeugen des Öfteren die Durchfahrt blockierte.
Dieses Verhalten ging so weit, dass er beim Qualifying zum Großen Preis von Belgien 1989 auf der Ziellinie anhielt und den heranfahrenden Nelson Piquet zum Bremsen zwang, wodurch dieser sich nicht für das Rennen qualifizieren konnte.
Ein weiteres Beispiel war die Qualifikation zum Großen Preis von San Marino, wo Grouillard im Osella eine schnelle Runde von Nigel Mansell ruinierte, der daraufhin neben ihm herfuhr und wütend protestierte. Ein solcher Vorgang wiederholte sich im selben Jahr beim Großen Preis von Australien.
Beim Qualifying zum Großen Preis von Frankreich 1991 platzte in Grouillards Wagen der Motor. Er war jedoch auf einer schnellen Runde, die er zu Ende fahren wollte, und verteilte auslaufendes Öl über die gesamte Strecke. Ayrton Senna, der ebenfalls auf einer schnellen Runde war, kam dadurch ins Rutschen und verpasste so nach eigenen Angaben die Pole-Position.

## Statistik

### Ergebnistabelle in der Formel 1
| Jahr | Team                                 | Wagen             | Motor       | 1        | 2        | 3        | 4        | 5        | 6       | 7        | 8        | 9        | 10       | 11      | 12      | 13       | 14       | 15       | 16      | WM  | Punkte |
| ---- | ------------------------------------ | ----------------- | ----------- | -------- | -------- | -------- | -------- | -------- | ------- | -------- | -------- | -------- | -------- | ------- | ------- | -------- | -------- | -------- | ------- | --- | ------ |
| 1989 | Ligier Loto                          | Ligier JS33       | Cosworth V8 | BRA 9    | SMR DSQ  | MON DNF  | MEX 8    | USA DNQ  | CAN DNQ | FRA 6    | GBR 7    | GER DNF  | HUN DNQ  | BEL 13  | ITA DNF | PRT DNQ  | ESP DNF  | JPN DNF  | AUS DNF | 26. | 1      |
| 1990 | Osella Squadra Corse                 | Osella FA1M       | Cosworth V8 | USA DNF  | BRA DNF  |          |          |          |         |          |          |          |          |         |         |          |          |          |         | 31. | 0      |
| 1990 | Osella Squadra Corse                 | Osella FA1ME      | Cosworth V8 |          |          | SMR DNF  | MON DNPQ | CAN 13   | MEX 19  | FRA DNPQ | GBR DNPQ | GER DNPQ | HUN DNPQ | BEL 16  | ITA DNF | PRT DNPQ | ESP DNF  | JPN DNPQ | AUS 13  | 31. | 0      |
| 1991 | Fondmetal F1 SpA                     | Fondmetal FA1ME   | Cosworth V8 | USA DNPQ | BRA DNPQ |          |          |          |         |          |          |          |          |         |         |          |          |          |         | 34. | 0      |
| 1991 | Fondmetal F1 SpA                     | Fondmetal Fomet 1 | Cosworth V8 |          |          | SMR DNPQ | MON DNPQ | CAN DNPQ | MEX DNF | FRA DNF  | GBR DNPQ | GER DNPQ | HUN DNQ  | BEL 10  | ITA DNF | PRT DNPQ |          |          |         | 34. | 0      |
| 1991 | Automobiles Gonfaronnaises Sportives | AGS JH27          | Cosworth V8 |          |          |          |          |          |         |          |          |          |          |         |         |          | ESP DNPQ | JPN      | AUS     | 34. | 0      |
| 1992 | Tyrrell Racing Organisation          | Tyrrell 020B      | Ilmor V10   | RSA DNF  | MEX DNF  | BRA DNF  | ESP DNF  | SMR 8    | MON DNF | CAN 12   | FRA 11   | GBR 11   | GER DNF  | HUN DNF | BEL DNF | ITA DNF  | PRT DNF  | JPN DNF  | AUS DNF | 24. | 0      |

| Legende  | Legende            | Legende                                                          |
| Farbe    | Abkürzung          | Bedeutung                                                        |
| -------- | ------------------ | ---------------------------------------------------------------- |
| Gold     | –                  | Sieg                                                             |
| Silber   | –                  | 2. Platz                                                         |
| Bronze   | –                  | 3. Platz                                                         |
| Grün     | –                  | Platzierung in den Punkten                                       |
| Blau     | –                  | Klassifiziert außerhalb der Punkteränge                          |
| Violett  | DNF                | Rennen nicht beendet (did not finish)                            |
| Violett  | NC                 | nicht klassifiziert (not classified)                             |
| Rot      | DNQ                | nicht qualifiziert (did not qualify)                             |
| Rot      | DNPQ               | in Vorqualifikation gescheitert (did not pre-qualify)            |
| Schwarz  | DSQ                | disqualifiziert (disqualified)                                   |
| Weiß     | DNS                | nicht am Start (did not start)                                   |
| Weiß     | WD                 | zurückgezogen (withdrawn)                                        |
| Hellblau | PO                 | nur am Training teilgenommen (practiced only)                    |
| Hellblau | TD                 | Freitags-Testfahrer (test driver)                                |
| ohne     | DNP                | nicht am Training teilgenommen (did not practice)                |
| ohne     | INJ                | verletzt oder krank (injured)                                    |
| ohne     | EX                 | ausgeschlossen (excluded)                                        |
| ohne     | DNA                | nicht erschienen (did not arrive)                                |
| ohne     | C                  | Rennen abgesagt (cancelled)                                      |
| ohne     | keine WM-Teilnahme |                                                                  |
| sonstige | P/fett             | Pole-Position                                                    |
| sonstige | 1/2/3/4/5/6/7/8    | Punktplatzierung im Sprint-/Qualifikationsrennen                 |
| sonstige | SR/kursiv          | Schnellste Rennrunde                                             |
| sonstige | *                  | nicht im Ziel, aufgrund der zurückgelegten Distanz aber gewertet |
| sonstige | ()                 | Streichresultate                                                 |
| sonstige | unterstrichen      | Führender in der Gesamtwertung                                   |

### Le-Mans-Ergebnisse
| Jahr | Team                             | Fahrzeug       | Teamkollege        | Teamkollege         | Platzierung | Ausfallgrund    |
| ---- | -------------------------------- | -------------- | ------------------ | ------------------- | ----------- | --------------- |
| 1990 | Nissan Motorsports International | Nissan R90CK   | Kenny Acheson      | Martin Donnelly     | Ausfall     | Getriebeschaden |
| 1994 | Société Jacadi Racing            | Venturi 600LM  | Michel Ferté       | Michel Neugarten    | Ausfall     | Motorschaden    |
| 1995 | Giroix Racing Team               | McLaren F1 GTR | Fabien Giroix      | Jean-Denis Delétraz | Rang 5      |                 |
| 1996 | Harrod’s March Racing            | McLaren F1 GTR | Derek Bell         | Andy Wallace        | Rang 6      |                 |
| 1997 | Société Courage Compétition      | Courage C36    | Mario Andretti     | Michael Andretti    | Ausfall     | Unfall          |
| 1998 | Société Courage Compétition      | Courage C36    | Henri Pescarolo    | Franck Montagny     | Rang 16     |                 |
| 2000 | Pescarolo Sport                  | Courage C52    | Sebastién Bourdais | Emmanuel Clérico    | Rang 4      |                 |